# 漢斯·馬卡特
漢斯·馬卡特（Hans Makart；1840年5月28日—1884年10月3日）是一位法國學院派畫家，奧地利薩爾斯堡人。

## 生平
1840年，漢斯·馬卡特出生於奧地利薩爾斯堡，1858年進入維也納學院就讀，但因為被認為缺乏天份而慘遭退學。同樣是畫家的舅舅希夫曼（Schiffmann）於是在1860年時，送他去慕尼黑學院跟隨歷史畫畫家卡爾·西奧多·凡·畢洛堤（K. T. Von Piloty）習藝，此時至1868年這段時間，是其一生當中最重要的學習階段。
1868年他的二幅裝飾性三聯屏畫於慕尼黑展出時，獲得不少讚譽，因而於1869年受奧地利皇帝法蘭西斯·約瑟夫之邀請，至維也納為其新建豪邸擔任裝飾的工作。馬卡特因此在維也納聲名大噪，並對維也納的裝飾性繪畫產生了相當大的影響力，馬卡特也同時為許多維也納的劇院作簾幕裝飾之工作。
馬卡特成為維也納藝術界公認的領袖，並在1870年代經歷了一段蓬勃發展的時期。這段時期的主要成果之一是環城大道上裝飾華麗的公共建築。他不僅是一位繪畫大師，還是一位室內設計師、服裝設計師、家具設計師，他的作品裝飾了當時的大部分公共場所，並催生了「馬卡特風格」（Makartstil）一詞，徹底定義了那個時代。
1879年法蘭西斯·約瑟夫聘請其於皇家美術學院開設歷史繪畫之課程，1880年馬卡特為奧匈皇帝與皇后之銀婚慶典製作服飾，此時其知名度到達顛峰，成為一位在維也納幾乎無人不知無人不曉的藝術家。
1884年，漢斯·馬卡特因疾病猝逝，其喪禮甚至以隆重的國葬方式舉行。

## 影響
漢斯·馬卡特除了對當時維也納學院派藝術和高雅文化的顯著影響外，馬卡特還影響了眾多追隨他的畫家和裝飾家，其中包括許多反對他風格的人—其中最著名的是古斯塔夫·克里姆特，據說克里姆特是他的偶像。克林姆早期的風格是基於歷史主義，與馬卡特的畫作有相似之處。分離派（克林姆所屬的奧地利新藝術運動）的整個裝飾重點出現在馬卡特優先考慮藝術裝飾的環境中。有些人也認為，新藝術運動作品中性象徵主義的首要地位受到了馬卡特許多畫作中性感元素的影響。

## 作品

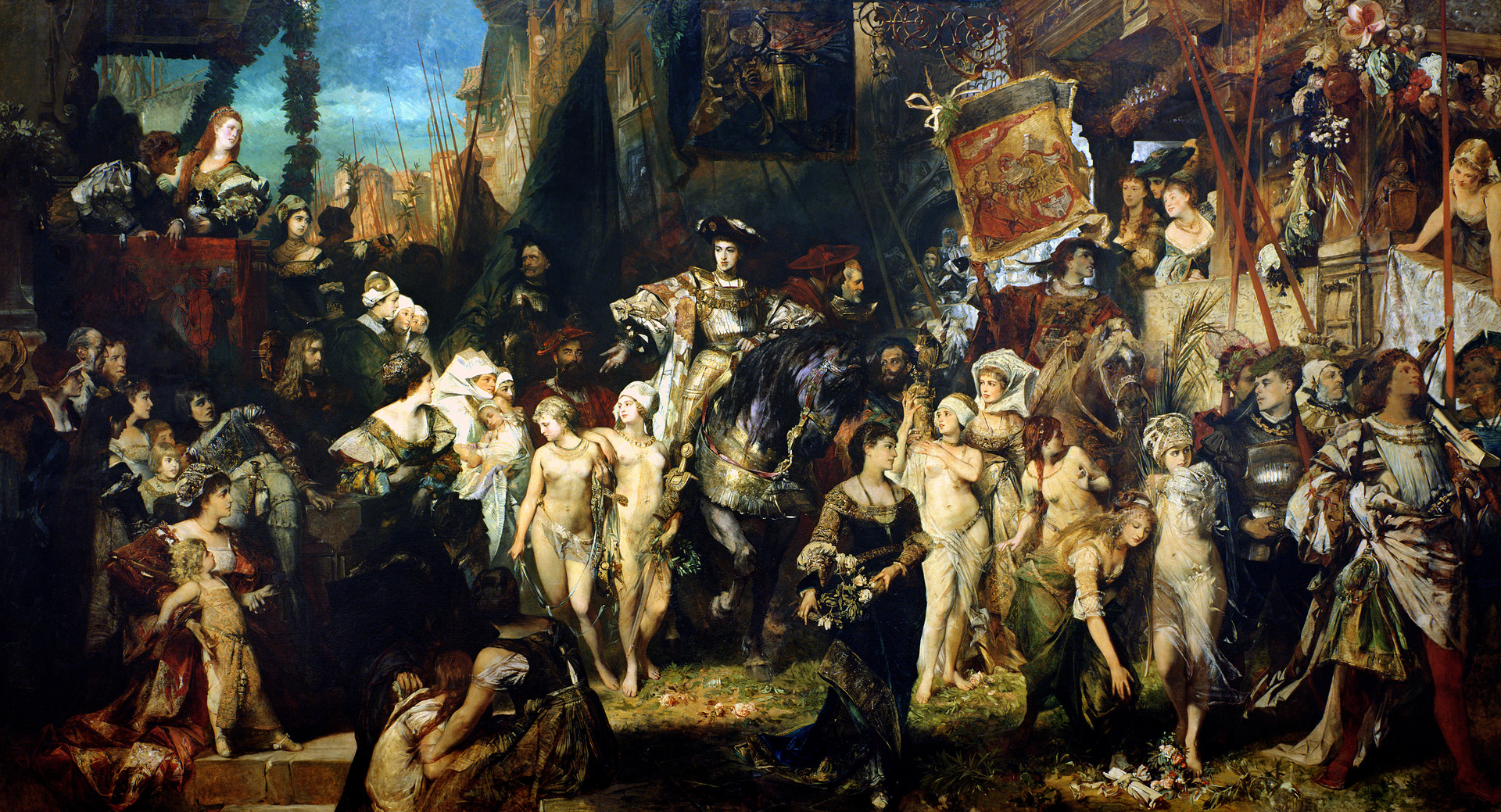
〈查爾斯五世進入安特衛普〉

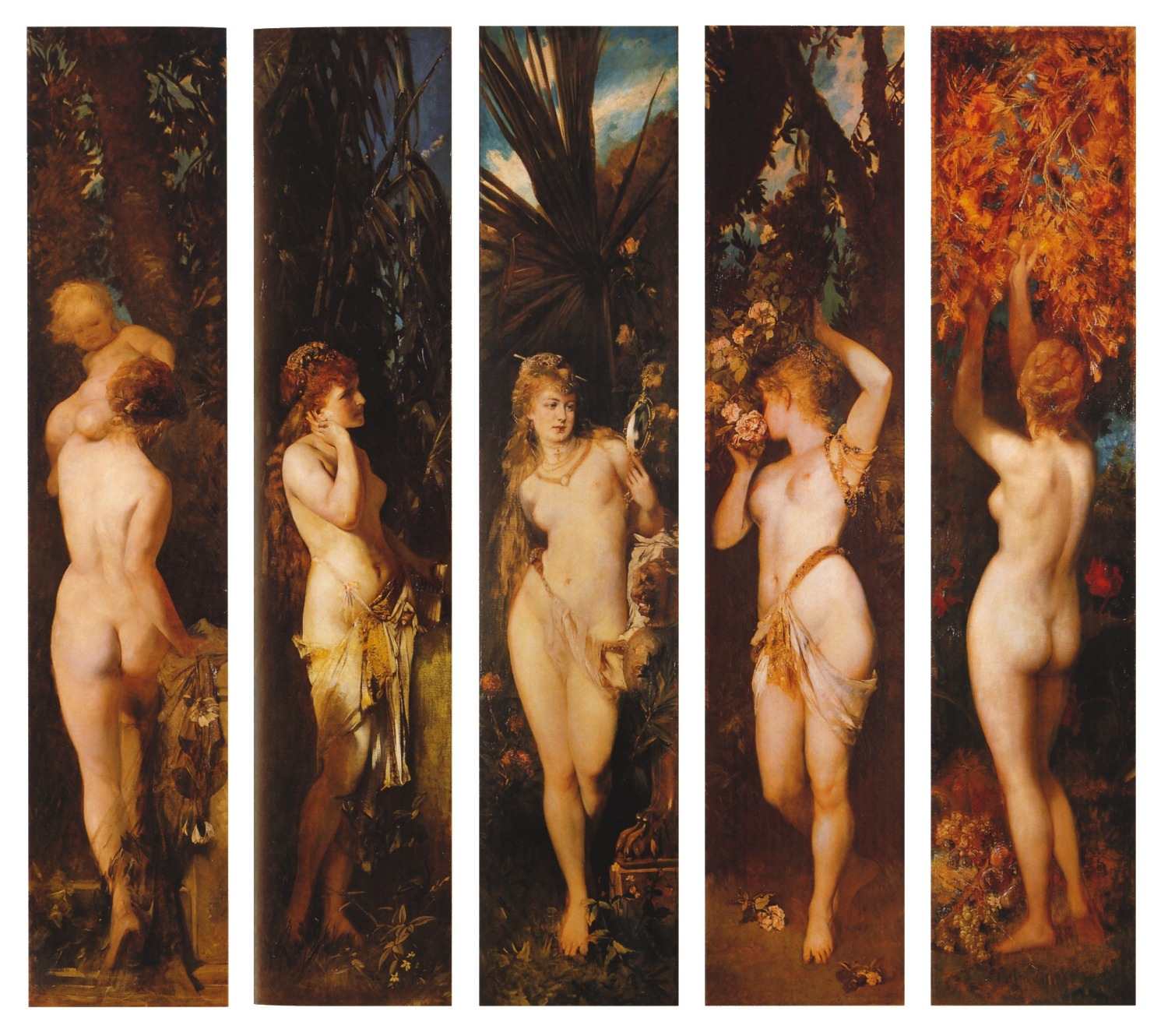
〈五感覺〉

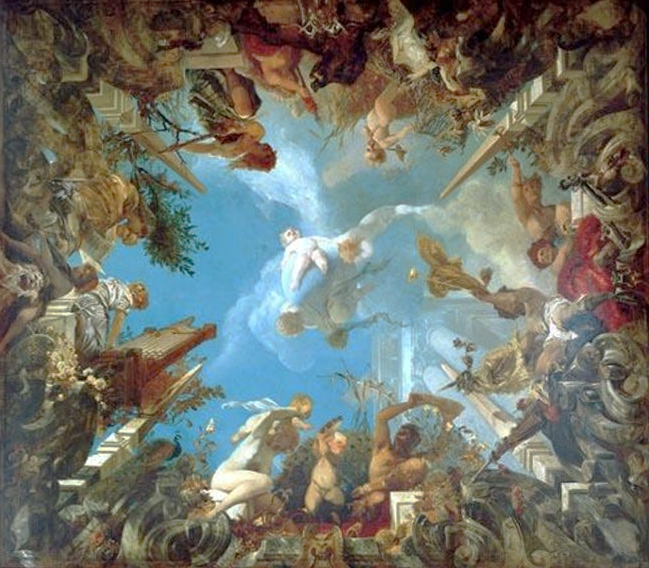
《音樂的寓意》目前收藏於中華民國台南市奇美博物館

- 〈音樂的寓意〉
- 〈大地之禮〉
- 〈大海之禮〉
- 〈慾望寓言〉
- 〈查爾斯五世進入安特衛普〉
- 〈週年紀念遊行：園藝〉
- 〈埃及豔后於尼羅河狩獵〉
- 〈埃及豔后之死〉
- 〈希神阿麗雅德妮的勝利〉
- 〈五感覺〉
- 〈聖米迦勒哥德式建物的前塔〉
- 〈大花葉〉

## 外部連結
- Makart page at Vienna's Historisches Museum Wien
- Article on the Ringstraße era （页面存档备份，存于）
- Makart's entry in the World's Columbian Exposition of 1893
- 名畫檔案[永久]